# Банкрофт (лунный кратер)
Кратер Банкрофт (лат. Bancroft) — небольшой ударный кратер на восточной границе Моря Дождей на видимой стороне Луны. Название дано в честь американского физико-химика Уайлдера Дуайта Банкрофта (1867—1953) и утверждено Международным астрономическим союзом в 1976 г.

## Описание кратера

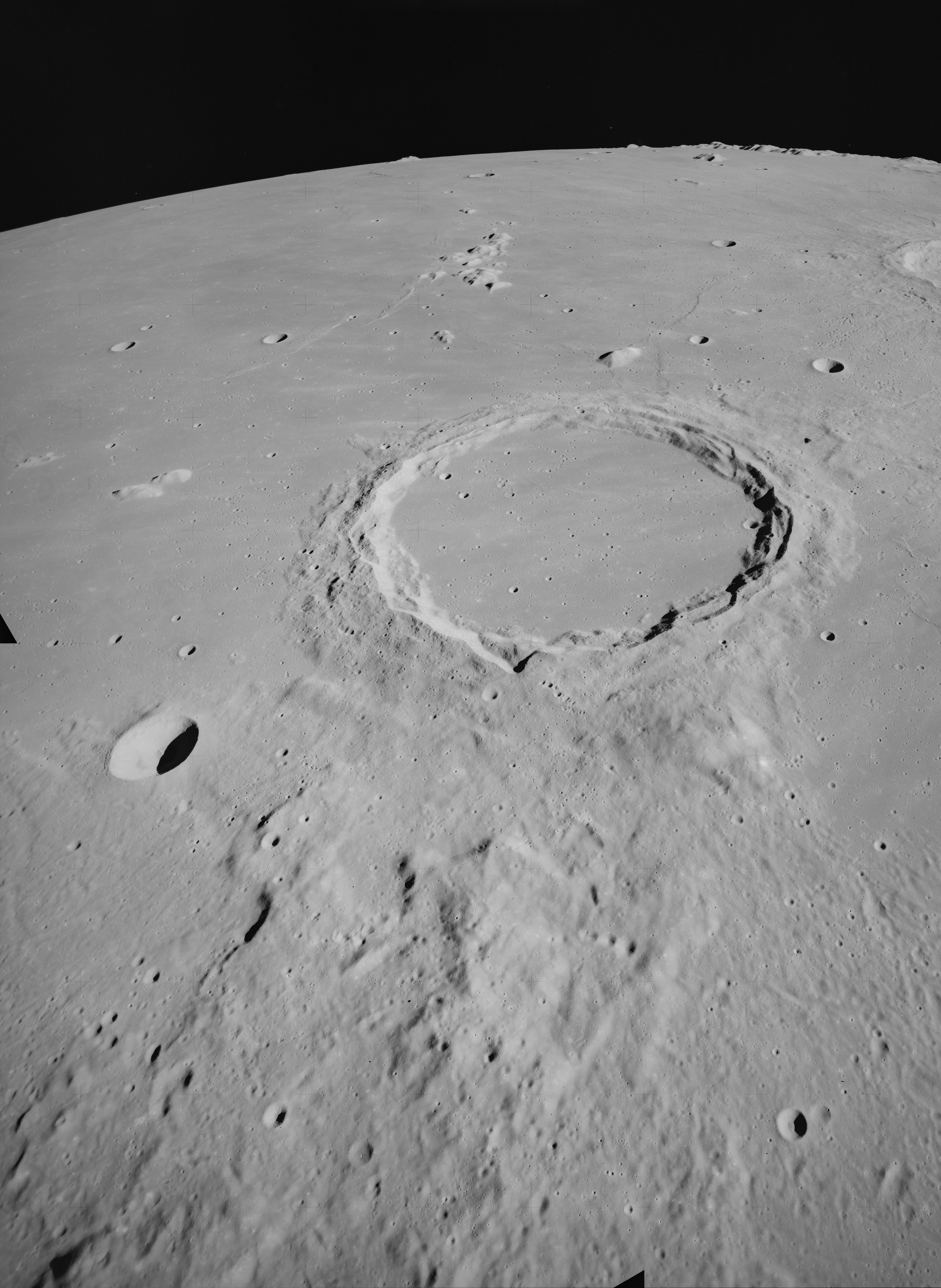
Кратеры Банкрофт (в левой части снимка) и Архимед (в центре) на снимке с борта Аполлона-15.

На северо-востоке от кратера находится кратер Архимед; на юго-востоке — горы Архимеда; на западе-юго-западе — кратеры Фейе и Бэр. В районе кратера располагаются борозды Архимеда. 

Селенографические координаты центра кратера — 28°04′ с. ш. 6°26′ з. д. / 28,07° с. ш. 6,43° з. д., диаметр — 12,5 км, глубина — 2,49 км.
Кратер имеет чашеобразную форму с небольшим участком плоского дна, практически не имеет следов разрушения. Высота вала над окружающей местностью составляет 490 м. От юго-восточной части вала в сторону гор Архимеда тянется узкое понижение местности.
По морфологическим признакам кратер относится к типу Био (по названию кратера Био, являющегося характерным представителем этого типа).

До получения собственного наименования в 1976 г. кратер имел обозначение Архимед A (в системе обозначений так называемых сателлитных кратеров, расположенных в окрестностях кратера, имеющего собственное наименование). 

## Сателлитные кратеры
Отсутствуют.